# Pierre Bernot
Pierre Bernot, francoski general, * 1885, † 1965.